# 范洪
范洪（？年—？年），字元博，别号“全痴”，浙江鄞县人，中国古代围棋国手，大明弘治、正德年间国手。

## 生平
世居浙江鄞县县城城南（今属宁波市海曙区）。天生聪慧，禀赋极高，又性格文静。幼时就开始研习经史，并有志于科举。但时运不济，连连落第。于是决意仕途，以围棋自娱。
后来，游历京师（今北京），与京师诸大名家对弈，没有能打败他的，因此在京师以棋艺第一扬名。时明弘治年间，阁臣李东阳、杨一清、乔宇等在朝辅政，常请范洪进自己府第下棋为乐。范洪并不因他们是朝廷命官而阿谀奉承、逢迎屈就，因而他的人格获得诸臣的尊重。范洪与人下棋，总是能根据对手的下棋水平而下，从来不把对手杀得大败，但却也从来不输给对手，因而获得很高声望。
当时民间把他同明廷中善于占卜的金忠、善于看相的袁珙、善于绘画的吕纪并列，称其四人为鄞县出的“四绝”。而明朝早期、中期的几位富有盛名的国手，如相子先、楼得达、赵九成、包括范洪都来自浙江，故人们也把他们归为浙派围棋。而范洪之后，明朝围棋一人独霸的局面开始动摇，而出现能分庭抗礼的三派。